# 杜波伊斯縣 (印第安納州)
杜波伊斯县（英語：Dubois County）是位於美国印第安纳州西南部的一個縣，面積1,127平方公里。根據2020年美國人口普查，共有人口43,637人。縣治賈斯珀（Jasper）。該縣成立於1817年12月20日，1818年2月1日生效，縣名紀念在蒂珀卡努战役中作戰的法国士兵圖森·杜波伊斯。